# Европско првенство у атлетици у дворани 2013 — 60 метара за мушкарце
Такмичење у трчању на 60 метара у мушкој конкуренцији на Европском првенству у атлетици у дворани 2013. у Гетеборгу је одржано 1. и 2. марта у спортској дворани Скандинавијум.
Титулу освојену 2011. у Паризу, није бранио Френсис Обиквелу из Португалије.
На такмичењу је постигнуто, 6 личних рекорда, 2 пута је постављен најбољи светски и европски резултат сезоне, а 14 такмичара је поправило најбоље личне резултате у сезони.

## Земље учеснице
Учествовала су 22 такмичара из 15 земаља.
| - Андора (1) - Финска (1) - Француска (2) - Немачка (1) - Гибралтар (1) | - Уједињено Краљевство (3) - Италија (2) - Македонија (1) - Норвешка (1) - Португалија (2) | - Румунија (1) - Русија (1) - Словачка (1) - Шведска (3) - Швајцарска (1) |

## Рекорди
| Рекорди пре почетка Европског првенства 2013. | Рекорди пре почетка Европског првенства 2013. | Рекорди пре почетка Европског првенства 2013. | Рекорди пре почетка Европског првенства 2013. | Рекорди пре почетка Европског првенства 2013. | Рекорди пре почетка Европског првенства 2013. |
| --------------------------------------------- | --------------------------------------------- | --------------------------------------------- | --------------------------------------------- | --------------------------------------------- | --------------------------------------------- |
| Светски рекорд                                | Морис Грин                                    | Сједињене Америчке Државе                     | 6,39                                          | Мадрид, Шпанија                               | 3. фебруар 1998                               |
| Светски рекорд                                | Морис Грин                                    | Сједињене Америчке Државе                     | 6,39                                          | Атланта, САД                                  | 3. март 2001                                  |
| Европски рекорд                               | Двејн Чејмберс                                | Уједињено Краљевство                          | 6,42                                          | Торино, Италија                               | 7. март 2009                                  |
| Рекорди европских првенстава                  | Двејн Чејмберс                                | Уједињено Краљевство                          | 6,42                                          | Торино, Италија                               | 7. март 2009                                  |
| Најбољи светски резултат сезоне у дворани     | Дарвис Патон                                  | Сједињене Америчке Државе                     | 6,50                                          | Њујорк, САД                                   | 16. фебруар 2013                              |
| Најбољи европски резултат сезоне у дворани    | Микаел Туми                                   | Италија                                       | 6,51                                          | Анкона, Италија                               | 17. фебруар 2013.                             |
| Рекорди после Европског првенства 2013.       |                                               |                                               |                                               |                                               |                                               |
| Најбољи светски резултат сезоне у дворани     | Жими Вико Џејмс Дасаолу                       | Француска · Уједињено Краљевство              | 6,48                                          | Гетеборг, Шведска                             | 2. март 2013                                  |
| Најбољи европски резултат сезоне у дворани    | Жими Вико Џејмс Дасаолу                       | Француска · Уједињено Краљевство              | 6,48                                          | Гетеборг, Шведска                             | 2. март 2013                                  |

### Најбољи европски резултати у 2013. години
Десет најбољих европских спринтера на 60 метара у дворани 2013. године пре почетка првенства (1. марта 2013), имали су следећи пласман на европској и светској ранг листи. (СРЛ)
| 1  | Микаел Туми          | Италија              | 6,51 | 17. фебруар | 3. СРЛ  |
| 2  | Жими Вико            | Француска            | 6,53 | 2. фебруар  | 5. СРЛ  |
| 3  | Анхел Давид Родригез | Шпанија              | 6,55 | 8. фебруар  | 9. СРЛ  |
| 4  | Јулијан Ројс         | Немачка              | 6,56 | 2. фебруар  | 14. СРЛ |
| 5  | Двејн Чејмберс       | Уједињено Краљевство | 6,58 | 26. јануар  | 17. СРЛ |
| 6  | Џејмс Дасаолу        | Уједињено Краљевство | 6,58 | 8. фебруар  | 18. СРЛ |
| 7  | Јевгениј Уставшиков  | Русија               | 6,60 | 1. фебруар  | 21. СРЛ |
| 8  | Каталин Кампеану     | Румунија             | 6,60 | 16. фебруар | 25. СРЛ |
| 9  | Sean Safo-Antwi      | Уједињено Краљевство | 6,61 | 23. јануар  | 26. СРЛ |
| 10 | Џејсума Саиди Ндуре  | Норвешка             | 6,63 | 16. фебруар | 30. СРЛ |

Такмичари чија су имена подебљана учествуовали су на ЕП 2013.

## Сатница
| Датум         | Време | Коло          |
| ------------- | ----- | ------------- |
| 1. март 2013  | 17:00 | Квалификације |
| 2. март 2013  | 17:15 | Полуфинале    |
| 2. март 2013. | 18:40 | Финале        |

## Победници
|                     |                                    |                     |
| Жими Вико Француска | Џејмс Дасаолу Уједињено Краљевство | Микаел Туми Италија |

## Резултати

### Квалификације
У клалификацијама атлетичари су били подељене у три групе. За полуфинале су се директно пласирала по 4 првопласирана из сваке групе (КВ) и још 4 на основу резултата (кв).
| Место | Група | Атлетичар           | Земља                | ЛР   | ЛРС  | Резул. | Бел.    |
| ----- | ----- | ------------------- | -------------------- | ---- | ---- | ------ | ------- |
| 1     | 2     | Жими Вико           | Француска            | 6,53 | 6,53 | 6,55   | КВ      |
| 2     | 3     | Микаел Туми         | Италија              | 6,51 | 6,51 | 6,59   | КВ      |
| 3     | 3     | Џејмс Дасаолу       | Уједињено Краљевство | 6,48 | 6,48 | 6,62   | КВ      |
| 4     | 1     | Каталин Кампеану    | Румунија             | 6,60 | 6,60 | 6,64   | КВ      |
| 5     | 1     | Јулијан Ројс        | Немачка              | 6,56 | 6,56 | 6,64   | КВ      |
| 6     | 1     | Хари Ејкинс-Арити   | Уједињено Краљевство | 6,55 | 6,69 | 6,65   | КВ, ЛРС |
| 6     | 2     | Џејсума Саиди Ндуре | Норвешка             | 6,55 | 6,29 | 6,65   | КВ      |
| 8     | 3     | Александар Бредњев  | Русија               | 6,66 | 6,66 | 6,68   | КВ      |
| 8     | 1     | Емануел Бирон       | Француска            | 6,60 | 6,63 | 6,72   | КВ      |
| 8     | 2     | Симоне Колио        | Италија              | 6,55 | 6,69 | 6,72   | КВ      |
| 11    | 3     | Stefan Tärnhuvud    | Шведска              | 6,77 | 6,77 | 6,73   | КВ, ЛРС |
| 11    | 1     | Rolf Fongué         | Швајцарска           | 6,65 | 6,65 | 6,73   | кв      |
| 13    | 2     | Одејн Роуз          | Шведска              | 6,65 | 6,65 | 6,74   | КВ      |
| 13    | 1     | Том Клинг-Баптист   | Шведска              | 6,72 | 6,73 | 6,74   | кв, ЛРС |
| 13    | 3     | Рикардо Монтеиро    | Португалија          | 6,72 | 6,72 | 6,74   | кв      |
| 16    | 3     | Адам Завацки        | Словачка             | 6,71 | 6,71 | 6,76   | кв      |
| 17    | 2     | Двејн Чејмберс      | Уједињено Краљевство | 6,42 | 6,58 | 6,78   |         |
| 18    | 2     | Виса Хонгисто       | Финска               | 6,70 | 6,72 | 6,79   |         |
| 19    | 1     | Диого Антунес       | Португалија          | 6,70 | 6,70 | 6,81   |         |
| 20    | 2     | Ристе Пандев        | Македонија           | 6,86 | 6,86 | 6,95   |         |
| 21    | 1     | Микел де Са         | Андора               | 7,31 | 7,31 | 7,36   |         |
| 22    | 2     | Доминик Керол       | Гибралтар            | 7,34 | -    | 7,44   |         |

### Полуфинале
За финале су се директно пласирали по четири првопласирана такмичеарка из обе полуфиналне групе (КВ).
| Место | Група | Атлетичар           | Земља                | Резул. | Бел.    |
| ----- | ----- | ------------------- | -------------------- | ------ | ------- |
| 1     | 2     | Џејмс Дасаолу       | Уједињено Краљевство | 6,52   | КВ, ЛР  |
| 2     | 1     | Микаел Туми         | Италија              | 6,58   | КВ      |
| 3     | 1     | Џејсума Саиди Ндуре | Норвешка             | 6,59   | КВ, ЛРС |
| 4     | 2     | Жими Вико           | Француска            | 6,60   | КВ      |
| 5     | 2     | Одејн Роуз          | Шведска              | 6,63   | КВ, ЛР  |
| 6     | 1     | Хари Ејкинс-Арити   | Уједињено Краљевство | 6,64   | КВ, ЛРС |
| 7     | 1     | Емануел Бирон       | Француска            | 6,65   | КВ      |
| 8     | 1     | Каталин Кампеану    | Румунија             | 6,66   |         |
| 8     | 2     | Јулијан Ројс        | Немачка              | 6,66   | КВ      |
| 10    | 1     | Stefan Tärnhuvud    | Шведска              | 6,67   | ЛР      |
| 11    | 1     | Том Клинг-Баптист   | Шведска              | 6,73   | ЛРС     |
| 12    | 2     | Rolf Fongué         | Швајцарска           | 6,75   |         |
| 13    | 2     | Адам Завацки        | Словачка             | 6,75   |         |
| 14    | 2     | Александар Бредњев  | Русија               | 6,75   |         |
| 15    | 1     | Рикардо Монтеиро    | Португалија          | 6,76   |         |
| 16    | 2     | Симоне Колио        | Италија              | 6,89   |         |

### Финале
Финале је одржано у 18,40.
| Место | Стаза | Атлетичар           | Земља                | Резул. | Бел.     |
| ----- | ----- | ------------------- | -------------------- | ------ | -------- |
|       | 6     | Жими Вико           | Француска            | 6,48   | СРС, ЛР  |
|       | 5     | Џејмс Дасаолу       | Уједињено Краљевство | 6,48   | =СРС, ЛР |
|       | 3     | Микаел Туми         | Италија              | 6,52   |          |
| 4     | 4     | Џејсума Саиди Ндуре | Норвешка             | 6,61   |          |
| 5     | 8     | Одејн Роуз          | Шведска              | 6,62   | ЛР       |
| 6     | 1     | Јулијан Ројс        | Немачка              | 6,62   |          |
| 7     | 7     | Хари Ејкинс-Арити   | Уједињено Краљевство | 6,63   | ЛРС      |
| 8     | 2     | Емануел Бирон       | Француска            | 6,63   | =ЛРС     |